# NGC 918
NGC 918 (другие обозначения — UGC 1888, MCG 3-7-11, ZWG 462.11, KARA 103, IRAS02230+1816, PGC 9236) — спиральная галактика с перемычкой (SBc) в созвездии Овен.
Этот объект входит в число перечисленных в оригинальной редакции «Нового общего каталога».
В галактике произошёл взрыв сверхновой SN 2009js.
В галактике вспыхнула сверхновая SN 2011ek типа Ia, её пиковая видимая звездная величина составила 16,4.